# Erythranthe geniculata
Erythranthe geniculata är en gyckelblomsväxtart som först beskrevs av Edward Lee Greene, och fick sitt nu gällande namn av Guy L. Nesom. Erythranthe geniculata ingår i släktet Erythranthe och familjen gyckelblomsväxter. Inga underarter finns listade i Catalogue of Life.